# Hugo Ordóñez Espinosa
Hugo Napoleón Ordóñez Espinosa (Cuenca, 31 de octubre de 1923 - Quito, 25 de octubre de 2020) fue un abogado, periodista, catedrático universitario y funcionario público ecuatoriano. Es principalmente recordado por su rol como contralor general del Estado, cargo que ejerció entre 1979 y 1984, durante los gobiernos de Jaime Roldós Aguilera y Osvaldo Hurtado Larrea.

## Biografía

### Estudios y vida personal
Hugo Ordóñez Espinosa nació en Cuenca el 31 de octubre de 1923. Cursó sus estudios en esa ciudad. Los primarios en la escuela Honorato Vázquez, los secundarios en el Colegio Nacional Benigno Malo y los superiores en la Universidad de Cuenca.
Durante sus estudios universitarios se destacó como dirigente estudiantil, siendo uno de los fundadores y presidente de la Federación de Estudiantes Universitarios del Ecuador (FEUE). En 1947 obtuvo el título de Doctor en Jurisprudencia. Su tesis de grado, “La organización mundial”,  fue publicada por la Universidad de Cuenca y obtuvo una medalla de oro otorgada por la Casa de la Cultura Ecuatoriana.
En 1951 contrajo matrimonio con Reina Cordero Carrasco, con quien tuvo ocho hijos. Vivió en Cuenca hasta 1979, año en el cual se trasladó con su familia a Quito, en donde residió hasta su muerte, ocurrida el 25 de octubre de 2020, pocos días antes de cumplir 97 años. 

### Vida profesional

#### Cátedra universitaria
Hugo Ordóñez ejerció la docencia en las facultades de Derecho, Filosofía y Letras y Arquitectura de la Universidad de Cuenca, en donde impartió cátedras de Ciencia Política y Derecho Constitucional, Derecho Internacional Público, Derecho Territorial, Historia de la Cultura e Historia del Arte.
En 1972 fue Decano de la Facultad de Jurisprudencia de la Universidad de Cuenca.
Entre 1975 y 1976 presidió la Federación Nacional de Abogados.

#### Actividad periodística
Ordóñez Espinosa dedicó gran parte de su vida al periodismo como editorialista de varios medios de comunicación. Con un grupo de jóvenes intelectuales cuencanos fundaron el semanario satírico La Escoba (1949-1961), periódico de crítica política y social. Fue columnista del diario cuencano “El Tiempo” durante varios años, y escribió ocasionalmente en el diario “El Mercurio”. En el diario de alcance nacional "El Universo", mantuvo su columna “Al pie del capulí” por más de 20 años (1953 - 1979) bajo el seudónimo de “Diego Pérez”. Años después publicó la columna “Los Días y sus Huellas” en el mismo diario (1987-1993). Durante varios años mantuvo la columna “Ver, Oír y Hablar” en la revista “Vistazo”. Ordóñez Espinosa fue también fundador de la Unión de Periodistas del Azuay (UPA) y de la Facultad de Periodismo de la Universidad de Cuenca.

#### Carrera pública
Ordóñez Espinosa desempeñó varios cargos en la función pública. Fue Subsecretario del Ministerio de Educación durante el gobierno interino de Clemente Yerovi Indaburu, entre marzo y noviembre de 1966.
En 1979, luego de una década de dictaduras civiles y militares, la democracia retorna al Ecuador y es elegido presidente de la República el abogado Jaime Roldós Aguilera, quien propone al Congreso Nacional la designación de Hugo Ordóñez Espinosa como contralor general del Estado, para el período 1979-1984. El ejercicio de esta función le hace acreedor de un amplio reconocimiento ciudadano por su implacable lucha contra la corrupción y la defensa de los recursos públicos.
En 1983 renuncia a la función de contralor para participar como candidato a la Presidencia de la República por el partido Frente Radical Alfarista. Sin embargo, pocas semanas después, decepcionado de las prácticas políticas, decide renunciar a la candidatura presidencial. En un desenlace inédito en la política ecuatoriana, el Congreso Nacional, que aún no había tratado su renuncia a la Contraloría General del Estado decide devolvérsela, con lo cual Ordóñez retorna al ejercicio de esta función hasta agosto de 1984. De este modo completó su función en los gobiernos de Jaime Roldós Aguilera y de Osvaldo Hurtado Larrea, quien lo sucedió luego de la muerte de Roldós el 24 de mayo de 1981.
Entre 1987 y 1992, fue Vocal del Tribunal de Garantías Constitucionales, nombrado por el Congreso Nacional a propuesta del Presidente Rodrigo Borja Cevallos.
En el período 1992-1997 fue Ministro Juez de la Corte Suprema de Justicia, organismo en el que presidió la Sala Constitucional.

## Obras
- La organización  mundial (1948)
- Hacia el amparo constitucional en el Ecuador (1995)
- La demanda de inconstitucionalidad en el Ecuador (1997)
- El desengaño : testimonio y notas de un ecuatoriano viejo de fines del siglo XX sobre el acuerdo de paz con el Perú (1999)
- Hacia la democracia participativa: la Constitución de 1998  (1999)
- Sobre la evolución de la dogmática constitucional en el Ecuador. Apuntes y textos (2001)
- La cuestión territorial ecuatoriana en el siglo XX : del arbitraje español al enclave de Manta (2002)
- Crónicas sobre la Universidad (2004)
- El Tribunal Constitucional ecuatoriano : una visión de sus antecedentes y una propuesta de reforma (2006)

## Reconocimientos
- Hombre del año, Revista "Vistazo" (1981)
- Denominación con su nombre del Aula Magna de la Facultad de Jurisprudencia de la Universidad de Cuenca  (1994)
- Mejor ciudadano de Cuenca, Alcaldía de Cuenca (2008)